# Takumi-kun series 5 - Ano, hareta aozora
Takumi-kun series 5 - Ano, hareta aozora (タクミくんシリーズ5「あの、晴れた青空」?, Takumi-kun shīrizu 5 - Ano, hareta aozora, lett. "Quel soleggiato-gonfio cielo blu") è il quinto  film live action yaoi tratti dall'omonima serie di light novel di genere shōnen'ai di Shinobu Gotou.
Takumi deve tornare a casa per celebrare i riti durante l'anniversario della morte del fratello. Invita con sé Giichi il quale, però, a causa d'un contrattempo improvviso non potrà seguirlo.